# Michael Avi-Yonah
Michael Avi-Yonah (Lemberg , 26 de septiembre de 1904-Jerusalén, 26 de marzo de 1974) fue un historiador y arqueólogo israelí. Durante su carrera fue profesor de arqueología de la Universidad Hebrea de Jerusalén, y ocupó el cargo de secretario del departamento de antigüedades.

## Biografía
Nacido en Lemberg, imperio Austrohúngaro (hoy Lviv, Ucrania), Avi-Yonah se trasladó a la Tierra de Israel con sus padres en 1919 durante la Tercera Aliyá. Primero estudió en la Escuela Hebrea Rehaviah Jerusalén, luego se trasladó a Inglaterra y estudió historia y arqueología en la Universidad de Londres. A su regreso a la Tierra de Israel, estudió en la Escuela Británica de Arqueología en Jerusalén. Sus primeras excavaciones arqueológicas fueron realizadas en Tel él-'Ajjul, al borde Gaza, y a Ophel Jerusalén. Al final de sus estudios, se incorporó al Departamento de Antigüedades del Mandato británico de Palestina, donde trabajó como bibliotecario y archivero. Tras la independencia del estado de Israel, se convirtió en secretario del Departamento de Antigüedades.
En 1949, se realizaron excavaciones en el barrio Giv'at Ram en Jerusalén durante la construcción del Centro Internacional de Convenciones, donde fue el primero de descubrir una producción de cerámica con las marcas de la Legio X Fretensis. Participó en las primeras excavaciones que precedieron a las de Masada, y dirigió otra excavación en Cesarea Marítima, donde descubrió una antigua sinagoga.
Fue galardonado con el Premio Bialik en 1955 por su libro Antiquities of our land. Avi-Yonah murió en Jerusalén en 1974.

## Obras
Entre sus obras destacadas se encuentran:
- Encyclopedia of Archaeological Excavations in the Holy Land
- Jerusalem the Holy
- The Art of Mosaics (coautor Richard L. Currier)
- Holy Land
- Ancient Scrolls
- History of Israel and the Holy Land
- Views of the Biblical World. Jerusalem: International Publishing Company J-m Ltd, 1959.